# Binchester
Binchester – wieś w Anglii, w hrabstwie Durham. Leży 12 km na południowy zachód od miasta Durham i 367 km na północ od Londynu. W 2001 miejscowość liczyła 271 mieszkańców.